# Allothele caffer
Espèce
Synonymes
- Euagrus caffer Pocock, 1902

Allothele caffer est une espèce d'araignées mygalomorphes de la famille des Euagridae.

## Distribution
Cette espèce est endémique du KwaZulu-Natal en Afrique du Sud,.

## Description
La femelle syntype mesure 14 mm.
La carapace du mâle syntype mesure 5,2 mm de long sur 3,7 mm.

## Systématique et taxinomie
Cette espèce a été décrite sous le protonyme Euagrus caffer par Pocock en 1902. Elle est placée dans le genre Allothele par Tucker en 1920.

## Publication originale
- Pocock, 1902 : Some new African spiders. Annals and Magazine of Natural History, sér. 7, vol. 10, p. 315-330 (texte intégral).